# واردان
واردان، روستایی از توابع بخش ایرندگان شهرستان خاش در استان سیستان و بلوچستان ایران است.

## جمعیت
این روستا در دهستان ایرندگان قرار دارد و براساس سرشماری مرکز آمار ایران در سال ۱۳۸۵، جمعیت آن ۱۸۴ نفر (۴۶خانوار) بوده‌است.